# Denise Soriano-Boucherit
Pour les articles homonymes, voir Soriano et Boucherit.
Denise Soriano-Boucherit, née le 15 janvier 1916 au Caire (Égypte) et morte à Paris le 5 mars 2006, est une violoniste française.

## Biographie
À 16 ans, elle reçoit le 1er prix de violon du Conservatoire national supérieur de musique et de danse de Paris et le Grand prix du disque, deux ans plus tard. Mais elle est dénoncée comme juive en 1942, ce qui l'oblige à se cacher et à interrompre sa carrière sous l'Occupation.
Son professeur de violon au conservatoire, Jules Boucherit, la cache et la protège, avec d'autres jeunes musiciens juifs. Elle l'épousera, en 1956, plusieurs années après la fin de la guerre. En décembre 1994, elle recevra, au nom de son époux décédé en 1962, la médaille des Justes que l'État d'Israël (Comité Yad Vachem de Jérusalem) lui a accordée à titre posthume.
Elle a joué et enregistré avec de nombreux virtuoses dont Alfred Cortot, Marcel Chailley et Jacques Thibaud, qui voyait en elle « la seule magnifique violoniste qui peut prétendre à la succession de la regrettée Ginette Neveu ». Elle a aussi consacré de nombreuses années (1962-1985) à enseigner dans divers établissements scolaires.
Elle est apparue pour la dernière fois en public en 2004, avec le « Quatuor Soriano » qui se produisait chaque année, depuis les années 1990, durant le mois de mai, dans la salle Marie-Antoinette de l'hôtel Saint-James & Albany, rue de Rivoli à Paris.
Elle était la sœur du philosophe Marc Soriano.